# Bega von Cumberland
Die heilige Bega (englisch St Bees) war eine eher sagenhafte irische Königstochter des 7. Jahrhunderts, die zur Zeit von St Hilda von Whitby lebte.

## Leben

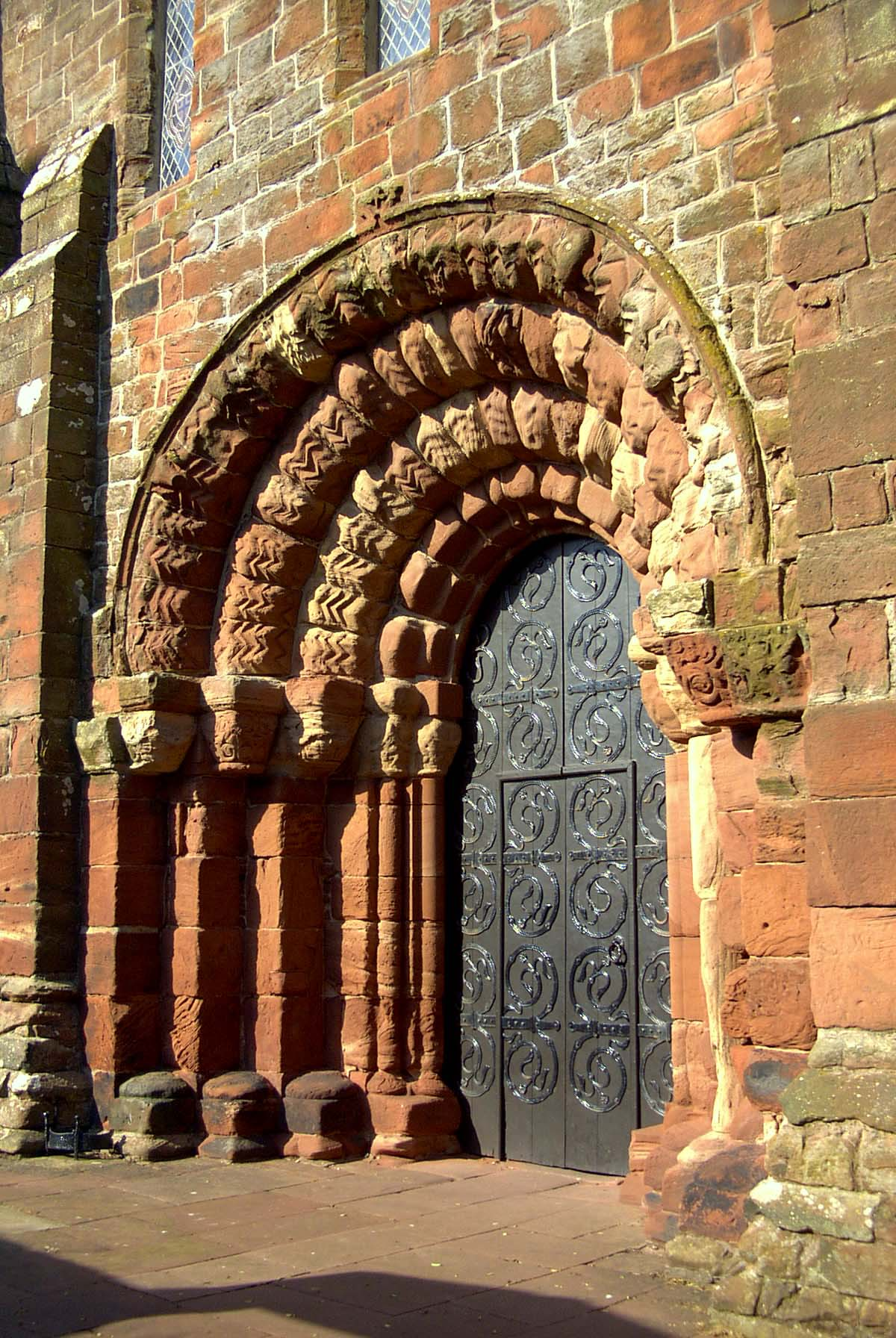
Prioratskirche von St Bees, normannisches Westportal

Bega hatte sich zum Christentum bekehrt und insgeheim gelobt, Nonne zu werden, worauf ihr ein Engel ein Armband mit einem Kreuzeszeichen überbrachte. Ihr Vater wollte sie jedoch mit dem Sohn des  Königs von Norwegen vermählen. Sie segelte deswegen auf einem Erdklumpen von Irland nach Cumbria, wo sie als Eremitin im späteren St Bees lebte. Später siedelte sie wegen der Bedrohung durch die Dänen nach Northumbria über und gründete schließlich ein Kloster in Copeland. Dieses wurde von den Dänen niedergebrannt, aber kurz nach 1120 als Benediktinerkloster wieder aufgebaut. Es war eine Dependenz des Klosters St. Mary in York. Heinrich VIII. löste das Kloster am 16. Oktober 1539 auf. Das Armband der Heiligen, das sie in Cumbria zurückgelassen hatte, wurde in der Kirche von Copeland verehrt, aber 1216 oder 1315 von plündernden schottischen Horden gestohlen. Ob es sich bei später erwähnten Stücken um das Original oder eine Kopie handelt, ist daher unklar.
Der hl. Bega werden zahlreiche Wunder zugeschrieben. So wurde das ihr zugesprochene Land während eines Rechtsstreits von Schnee verschont und so gekennzeichnet.

## Weiterleben
Der Festtag von St. Bega ist der 6. September. Aber auch der 31. Oktober und der 17. Dezember werden in den Quellen erwähnt.
- Das Dorf St Bees in der Grafschaft (county) Cumbria ist nach der Heiligen benannt
- St Bees’ Head in Cumbria ist nach der Heiligen benannt
- ein Gedicht von William Wordsworth (Stanzas suggested in a Steam-Boat off St Bees Heads, on the coast of Cumberland) beschreibt unter anderem das Wirken von St. Bega und ihrer Gemeinschaft: sie unterstützten Reisende und geleiteten sie zu ihrem Ziel, rodeten Wälder, halfen den Armen, lehrten das Sakrament und milderten feudale Willkür.